# 雅大鱗鮃
雅大鱗鮃為輻鰭魚綱鰈形目鰈亞目牙鮃科的其中一種，為溫帶海水魚，分布於西北太平洋日本海域，棲息在底層水域，生活習性不明。